# Принц Астурийский
Принц Асту́рии, принце́сса Асту́рии (исп. Príncipe de Asturias, Princesa de Asturias, астур. Príncipe d'Asturies, Princesa d'Asturies) — исторический (а после принятия конституции — официальный) титул, который носил наследник испанского престола с 1388 года, когда было подписано Байоннское соглашение (исп.). Ранее этот титул принадлежал средневековому королевству Кастилии и Леонa.
Диктатор Франко в 1969 году назначил Хуана Карлоса наследником престола, но дал ему новоиспечённый титул принца Испании, поскольку не обладал полномочиями на присвоение исторического титула принца Астурийского.
С 1 ноября 1977 года до 19 июня 2014 года принцем Астурии являлся дон Филипп, сын короля донa Хуана Карлоса I и королевы доньи Софии. После его восхождения на трон в качестве короля Филиппа VI принцессой Астурийской стала его старшая дочь принцесса Леонор.
В 1980 году Благотворительным фондом принца Астурийского (исп.) была учреждена Премия принца Астурийского, присуждаемая в восьми категориях: за достижения в искусстве, общественных науках, социальных науках, гуманитарной деятельности, международном сотрудничестве, спорте, научных и технических исследованиях, «Согласие» (de la Concordia).
В честь Принца Астурии назван пик При́нсипе де Асту́риас, являющийся частью массива Винсона в Антарктиде.

## История
После смерти короля Кастилии Педро Жестокого в 1369 году в королевстве началась гражданская война. Короли Энрике II Трастамара (1369—1379) и его сын Хуан I (1379—1390) вынуждены были вести борьбу против Джона Гонта, герцога Ланкастерского, женатого на инфанте Констанце Кастильской (дочери Педро Жестокого). После двух десятилетий конфликтов различной интенсивности обе стороны пришли к компромиссу посредством брака. Согласно Байонскому акту, будущий король Энрике III Кастильский (1379—1406), в 1388 году женился на Екатерине Ланкастер (1373—1418), дочери Джона Гонта и Констанцы Кастильской. Молодожены получили титулы принц и принцесса Астурийские. Титул принца Астурийского стал считаться титулом наследника кастильского престола. Таким образом, первыми принцем и принцессой Астурийскими стали молодой Генрих Кастильский и Екатерина Ланкастер.
В первые годы титул был не только почётным, так как предполагал правление территорией Астурии. Принц управлял Астурией по представлению короля и был в состоянии назначать судей, мэров и т. д. Это был изменено католическими монархами Фердинандом и Изабеллой, которые ограничивали сферу титула, сделав его просто почётным. Последующие короли Испании из династий Габсбургов и Бурбонов сохранили этот порядок.

## Таблица принцев и принцесс Астурийских
| Портрет              | Имя                                                                | Чей наследник (наследница)                  | Начало правления | Конец правления | Конец правления |
| Портрет              | Имя                                                                | Чей наследник (наследница)                  | Начало правления | Годы            | Причина |
| -------------------- | ------------------------------------------------------------------ | ------------------------------------------- | ---------------- | --------------- | --- |
|                      | Энрике Кастильский (1379—1406)                                     | Хуан I (отец)                               | 1388             | 1390            | вступил на престол под именем Энрике III |
|                      | Мария Кастильская (1401—1458)                                      | Энрике III (отец)                           | 1402             | 1405            | рождение брата |
|                      | Хуан Кастильский (1405—1454)                                       | Энрике III (отец)                           | 1405             | 1406            | вступил на трон под именем Хуан II |
|                      | Екатерина Кастильская (1422—1424)                                  | Хуан II (отец)                              | 1423             | 1424            | смерть |
|                      | Элеонора Кастильская (1423—1425)                                   | Хуан II (отец)                              | 1424             | 1425            | рождение брата |
|                      | Энрике Кастильский (1425—1474)                                     | Хуан II (отец)                              | 1425             | 1454            | вступил на трон под именем Энрике IV |
|                      | Хуана Кастильская (1462—1530)                                      | Энрике IV (отец)                            | 1462             | 1464            | лишена титула в пользу брата |
|                      | Альфонсо Кастильский (1453—1468)                                   | Энрике IV титул унаследовала сводная сестра | 1465             | 1468            | смерть |
|                      | Изабелла Кастильская (1451—1504)                                   | Энрике IV титул унаследовала сводная сестра | 1468             | 1470            | лишена титула в пользу племянницы |
|                      | Хуана Кастильская (1462—1530)                                      | Энрике IV (отец)                            | 1470             | 1474            | захват трона Изабеллой I |
|                      | Изабелла Арагонская (1470—1498)                                    | Изабелла I (мать)                           | 1476             | 1480            | рождение брата |
|                      | Хуан Арагонский (1478—1497)                                        | Изабелла I (мать)                           | 1480             | 1497            | смерть |
|                      | Изабелла Арагонская (1470—1498)                                    | Изабелла I (мать)                           | 1498             | 1498            | смерть |
|                      | Мигел Португальский (1498—1500)                                    | Изабелла I (бабка)                          | 1499             | 1500            | смерть |
|                      | Хуана Арагонская (1479—1555)                                       | Изабелла I (мать)                           | 1502             | 1504            | вступила на престол |
|                      | Карл Австрийский (1500—1558)                                       | Хуана (мать)                                | 1504             | 1516            | вступил на престол под именем Карл I |
|                      | Филипп Австрийский (1527—1598)                                     | Карлос I и Хуана Безумная (отец и бабка)    | 1528             | 1556            | вступил на престол под именем Филипп II |
|                      | Карлос Вианский (1545—1568)                                        | Филипп II (отец)                            | 1560             | 1568            | смерть |
|                      | Фердинанд Австрийский (1571—1578)                                  | Филипп II (отец)                            | 1573             | 1578            | смерть |
|                      | Диего Австрийский (1575—1582)                                      | Филипп II (отец)                            | 1580             | 1582            | смерть |
|                      | Филипп Австрийский (1578—1621)                                     | Филипп II (отец)                            | 1584             | 1598            | вступил на трон под именем Филипп III |
|                      | Филипп Австрийский (1605—1665)                                     | Филипп III (отец)                           | 1608             | 1621            | вступил на престол под именем Филипп IV |
|                      | Бальтазар Карлос (1629—1646)                                       | Филип IV                                    | 1632             | 1646            | смерть |
|                      | Фелипе Просперо (1657—1661)                                        | Филип IV                                    | 1658             | 1661            | смерть |
|                      | Карл Австрийский (1661—1700)                                       | Филип IV                                    | 1661             | 1665            | вступил на престол под именем Карл II |
|                      | Луис (1707—1724)                                                   | Филипп V (отец)                             | 1709             | 1724            | вступил на престол под именем Луис I |
|                      | Фердинанд (1713—1759)                                              | Филипп V (отец)                             | 1724             | 1746            | вступил на трон под именем Фердинанд VI |
|                      | Карл (1716—1788)                                                   | Карл III (отец)                             | 1760             | 1788            | вступил на престол под именем Карл IV |
|                      | Фердинанд (1784—1833)                                              | Карл IV (отец)                              | 1789             | 1808            | занял престол под именем Фердинанд VII |
|                      | Изабелла (1830—1904)                                               | Фердинанд VII (отец)                        | 1830 (1833)      | 1833            | вступила на престол под именем Изабелла II |
|                      | Изабелла (1851—1931)                                               | Изабелла II (мать)                          | 1851             | 1857            | рождение брата |
|                      | Альфонсо XII (1857—1885)                                           | Изабелла II (мать)                          | 1857             | 1868            | отречение матери |
|                      | Эммануил Филиберт Савойский (1869—1931)                            | Амадей (отец)                               | 1871             | 1873            | отречение отца |
|                      | Изабелла (1851—1931)                                               | Альфонсо XII (брат)                         | 1875             | 1880            | отстранена от наследования |
|                      | Мария де лас Мерседес (1880—1904)                                  | Альфонсо XII (отец)                         | 1880             | 1885            | отстранена от наследования |
| Альфонсо XIII (брат) | Мария де лас Мерседес (1880—1904)                                  | 1886                                        | 1904             |                 | отстранена от наследования |
|                      | Альфонсо (1907—1938)                                               | Альфонсо XIII (отец)                        | 1907             | 1933            | отказался от прав наследования |
|                      | Хуан (1913—1993)                                                   | Альфонсо XIII (отец)                        | 1933             | 1941            | признан наследником испанского престола и носил титул принца с 21 июня 1933 года, но предпочитал использовать титул «графа Барселонского»; отказался от своих прав на престол в пользу своего сына Хуана Карлоса 14 мая 1977 года |
|                      | Филипп (род. 1968)                                                 | Хуан Карлос I (отец)                        | 1977             | 2014            | занял престол под именем Филипп VI |
|                      | Леонор де Тодос лос Сантос де Бурбон-и-Ортис Испанская (род. 2005) | Филипп VI (отец)                            | 2014             | н. в.           | действующая носительница титула |